# سایمون گرند
سایمون گرند (انگلیسی: Simon Grand؛ زادهٔ ۲۳ فوریهٔ ۱۹۸۴) بازیکن فوتبال اهل بریتانیا است.
از باشگاه‌هایی که در آن بازی کرده‌است می‌توان به باشگاه فوتبال منزفیلد تاون، باشگاه فوتبال فایلد، باشگاه فوتبال مورکم، باشگاه فوتبال بارو، باشگاه فوتبال روچدیل، باشگاه فوتبال کارلایل یونایتد، باشگاه فوتبال ساوتپورت، باشگاه فوتبال تلفورد یونایتد، باشگاه فوتبال گریمزبی تاون، باشگاه فوتبال فلیتوود، باشگاه فوتبال نورتویچ ویکتوریا، و باشگاه فوتبال آلدرشات تاون اشاره کرد.